# 張懋爵
張懋爵（？年—1650年），號修北，山西汾州府汾阳县人。明末政治人物。

## 生平
天啓七年（1627年）丁卯科山西乡试舉人，崇祯四年（1631年）辛未科进士，大理寺观政，五年授邢台县知县，十年行取入京，十一年钦选陕西道御史，十一年淮阳巡按。十七年崇祯皇帝殉国，张懋爵设立灵位哭祭，后投降顺朝，被任命为直指使（御史）。顺治五年（1649年），姜瓖在大同反正，重立明朝旗号，并派兵进入汾州，张懋爵积极响应，以原官兼监军。六年清军攻克晋祠，死于兵乱。